# Arreglo de Lisboa
El Arreglo de Lisboa relativo a la Protección de las Denominaciones de Origen y su Registro Internacional es un tratado internacional de 31 de octubre de 1958. Es un arreglo o unión particular en virtud del artículo 19 del Convenio de París para la Protección de la Propiedad Industrial de 1883, adoptado al objeto de proporcionar un sistema internacional que facilitara la protección las denominaciones de origen. El Arreglo de Lisboa, junto con el Acta de Ginebra al Arreglo de Lisboa, conforman el denominado Sistema de Lisboa.
Asegura que los países miembros protegerán en sus territorios las denominaciones de origen reconocidas y protegidas como tales en el país de origen. Sus disposiciones regulan la definición de denominación de origen, las medidas de protección y un Registro Internacional de Denominaciones de Origen, a cargo de la Organización Mundial de la Propiedad Intelectual (OMPI). 

## Arreglo de Lisboa (1958), Denominaciones de Origen
El Arreglo de Lisboa fue concluido en Lisboa el 31 de octubre de 1958, y entró en vigor en 1966. Posteriormente, fue revisado en Estocolmo el 14 de julio de 1967, y modificado el 28 de septiembre de 1979.
El Arreglo de Lisboa cuenta, a febrero de 2025, con 44 países miembros (que lo han firmado y ratificado).
Algunos aspectos del mismo han sido incorporados el Acuerdo sobre los Aspectos de los Derechos de Propiedad Intelectual relacionados con el Comercio (ADPIC) de la Organización Mundial del Comercio.

## Acta de Ginebra (2015), Indicaciones Geográficas
El 20 de mayo de 2015 se adoptó en Ginebra el Acta de Ginebra del Arreglo de Lisboa relativo a las Denominaciones de Origen y las Indicaciones Geográficas'. Entró en vigor el 26 de febrero de 2020 y, a 30 de marzo de 2021, cuenta con 8 Partes (incluyendo la Unión Europea).